# Природно-заповідний фонд Лановецького району
Станом на 1 січня 2017 року на території Лановецького району є 20 територій та об'єктів природно-заповідного фонду загальною площею 2986,64 га, що становить 4,72 % території району:
- 4 заказника місцевого значення загальною площею 2914,7 га:
  - 3 ботанічні заказника загальною площею 215,7 га,
  - 1 загальнозоологічний заказник загальною площею 2699,0 га,
- 12 пам'яток природи місцевого значення загальною площею 22,24 га:
  - 2 геологічні пам'ятки природи загальною площею 0,12 га,
  - 3 гідрологічні пам'ятки природи загальною площею 1,04 га,
  - 7 ботанічних пам'яток природи загальною площею 21,08 га,
- 2 заповідні урочища площею 39,2 га,
- 1 зоопарк місцевого значення площею 10,0 га,
- 1 парк-пам'ятка садово-паркового мистецтва місцевого значення площею 0,5 га.

## Заказники
| №                                      | Назва території або об'єкта | Площа, га | Рішення про створення (зміну) | Розташування | Керуюча організація | Світлина, альбом |
| -------------------------------------- | --------------------------- | --------- | ----------------------------- | ------------ | ------------------- | ---------------- |
| Ботанічні заказники місцевого значення |                             |           |                               |              |                     |                  |
| 1.                                     |                             |           |                               |              |                     |                  |

## Пам'ятки природи
| №                                                | Назва території або об'єкта | Площа, га | Рішення про створення (зміну) | Розташування | Керуюча організація | Світлина, альбом |
| ------------------------------------------------ | --------------------------- | --------- | ----------------------------- | ------------ | ------------------- | ---------------- |
| Геологічні пам'ятки природи місцевого значення   |                             |           |                               |              |                     |                  |
| 1.                                               |                             |           |                               |              |                     |                  |
| Гідрологічні пам'ятки природи місцевого значення |                             |           |                               |              |                     |                  |
| 1.                                               |                             |           |                               |              |                     |                  |
| Ботанічні пам'ятки природи місцевого значення    |                             |           |                               |              |                     |                  |
| 1.                                               |                             |           |                               |              |                     |                  |

## Парки-пам'ятки садово-паркового мистецтва
| №  | Назва території або об'єкта | Площа, га | Рішення про створення (зміну) | Розташування | Керуюча організація | Світлина, альбом |
| -- | --------------------------- | --------- | ----------------------------- | ------------ | ------------------- | ---------------- |
| 1. |                             |           |                               |              |                     |                  |

| №   | Назва території або об'єкта                     | Площа, га | Рішення про створення (зміну)                                                                                                   | Розташування | Керуюча організація                                                                                    | Світлина, альбом |
| --- | ----------------------------------------------- | --------- | --- | --- | --- | ---------------- |
| 31  | Заплава р. Жирак                                | 7.0       | Лановецький район, с. Влащинці, водно-болотний масив між селами Пахиня та Влащинці                                              | Влащинецька сільська рада                                                                                                 | Рішення ТОР від 18.03.1994 р.                                                                          |                  |
| 32  | Білозірська заплава р. Збруч                    | 12.0      | Лановецький район, с. Білозірка, частина лівосторонньої заплави р. Збруч, на межі з Підволочиським районом                      | Білозірська сільська рада                                                                                                 | Рішення ТОР від 18.03.1994 р.                                                                          |                  |
| 33  | Кіптиха                                         | 40.0      | Лановецький район, водно-болотний масив між с. Нападівка і Красна Лука                                                          | Борсуківська сільська рада                                                                                                | Рішення ТОР від 25.04.1996 р. № 90                                                                     |                  |
| 18  | Вербовецько-Заліський                           | 2699.0    | Лановецький район, с. Вербовець, Лановецьке лісництво, кв. 31-34, лісове урочище «Залісь», прилеглі до лісового урочища угіддя  | Лановецька районна організація УТМР                                                                                       | Рішення ВК ТОР від 30.06.1986 р. № 198                                                                 |                  |
| 36  | Буглівський стратотип                           | 0.1       | Лановецький район, с. Огризківці, в яру                                                                                         | Буглівська сільська рада                                                                                                  | Рішення ВК ТОР від 26.12.1983 р. № 496                                                                 |                  |
| 37  | Плейстоценові відклади                          | 0.02      | Лановецький район, с. Ванжулів, стінка західної експозиції у глиняному кар'єрі                                                  | Ванжулівський цегельний завод                                                                                             | Рішення ТОР від 18.03.1994 р                                                                           |                  |
| 6   | Зелена Криниця № 1                              | 1.0       | Лановецький район, с. Москалівка, на межі із Підволочиським районом, штучно створене озерце з прилеглими територіями            | Москалівська сільська рада                                                                                                | Рішення ВК ТОР від 26.12.1983 р. № 496                                                                 |                  |
| 25  | Передмірське джерело                            | 0.02      | Лановецький район, с. Передмірка                                                                                                | Передмірська сільська рада                                                                                                | Рішення ТОР від 18.03.1994 р.                                                                          |                  |
| 36  | Бучина в урочищі «Братерщина»                   | 4.0       | Лановецький район, с. Борщівка, Лановецьке лісництво, кв. 22 вид. 4, лісове урочище «Братерщина»                                | ДП «Кременецьке лісове господарство»                                                                                      | Рішення ТОР від 21.08.2000 р. № 187                                                                    |                  |
| 49  | Модриново-кленове насадження в ур. «Братерщина» | 1.6       | Лановецький район, с. Борщівка, Лановецьке лісництво, кв. 18 вид. 10, лісове урочище «Братерщина»                               | ДП «Кременецьке лісове господарство»                                                                                      | Рішення ВК ТОР від 14.03.1977 р. № 131                                                                 |                  |
| 139 | Огризківські буки                               | 0.08      | Лановецький район, с. Огризківці, колгоспний ліс, лісове урочище «Огризківці»                                                   | Буглівська сільська рада                                                                                                  | Рішення ВК ТОР від 13.12.1971 р. № 645                                                                 |                  |
| 253 | Степова ділянка «Могила»                        | 0.6       | Лановецький район, с. Синівці, біля х. Заболотців, штучно насипаний курган                                                      | Колективне господарство «Горинь»                                                                                          | Рішення ВК ТОР від 26.12.1983 р. № 496                                                                 |                  |
| 254 | Оришківська ділянка                             | 2.0       | Лановецький район, с. Оришківці, лівий схил долини р. Буглівки, навпроти комбікормового заводу                                  | ПСП «Лановецька» | Рішення ВК ТОР від 26.12.1983 р. № 496                                                                 |                  |
| 260 | Малокусковецька ділянка                         | 2.0       | Лановецький район, с. Малі Куськівці, в межах меліоративної системи                                                             | ПМП «Промінь» | Рішення ВК ТОР від 26.12.1983 р. № 496, зі змінами, затвердженими рішенням ТОР від 27.04.2001 р. № 238 |                  |
| 2   | Каленикові гори                                 | 18.0      | Лановецький район, с. Бережанка, лісове урочище з фрагментами степової рослинності, поряд із пасікою                            | Бережанська сільська рада                                                                                                 | Рішення ВК ТОР від 26.12.1983 р. № 496 та рішенням ТОР від 27.04.2001 р. № 238                         |                  |
| 3   | Березина                                        | 21.2      | Лановецький район, с. Волиця, поряд з піщаним кар'єром, схил південно-східної експозиції, Ланівецьке лісництво, кв. 60 вид. 1-3 | Колективне сільськогосподарське підприємство "Агрофірма «Лановецька»-6,7га, ДП «Кременецьке лісове господарство» — 14,5га | Рішення ВК ТОР від 26.12.1983 р. № 496, зі змінами, затвердженими рішенням ТОР від 27.04.2001 р. № 238 |                  |
| 1   | Лановецький зооботсад                           |           | Лановецький район, смт Ланівці, вул. Грушевського, 31а, у межах парку культури та відпочинку                                    | Лановецька міська рада | Рішення ТОР від 25.04.1996 р. № 90                                                                     |                  |
| 8   | Залишки старовинного парку в с. Бережанка       | 0.5       | Лановецький район, с. Бережанка, садиба школи                                                                                   | Бережанківська загальноосвітня школа I—II ступенів ( на даний час червень 2020р.)                                         | Рішення ТОР від 18.03.1994 р.                                                                          |                  |